# Rivière-Salée

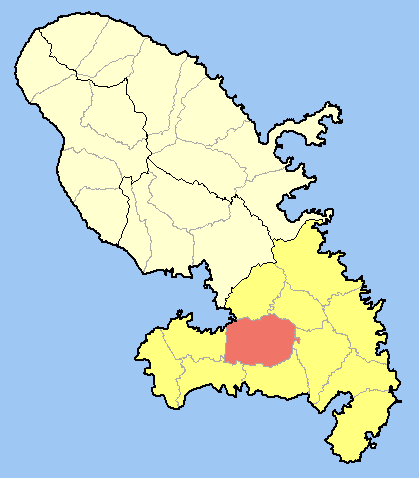
Situació de Rivière-Salée

Rivière-Salée és un municipi francès, situat a la regió de Martinica. El 2018 tenia 11.857 habitants.

## Història
La parròquia va ser fundada el 1716, encara que era poc poblada. L'església va ser construïda en un terreny donat per un tal Duval i la parròquia va ser confiada als caputxins. El juny 12 de 1737, Martinica era dividida en comunes.
Rivière-Salée aplegava tres viles, Les Trois-Îlets i Rivière-Salée (Petit-Bourg i Grand-Bourg). Les Trois-Îlets es va independitzar un any després de l'abolició de l'esclavitud, el 2 de maig de 1849.

## Personatges il·lustres
- Joseph Zobel, escriptor[3]
- Herman Panzo, atleta[4]